# Fusillade du 4 mai 2023 en Serbie
 (novembre 2023).
La mise en forme du texte ne suit pas les recommandations de Wikipédia : il faut le « wikifier ».
Les points d'amélioration suivants sont les cas les plus fréquents. Le détail des points à revoir est peut-être précisé sur la page de discussion.
- Les titres sont pré-formatés par le logiciel. Ils ne sont ni en capitales, ni en gras.
- Le texte ne doit pas être écrit en capitales (les noms de famille non plus), ni en gras, ni en italique, ni en « petit »…
- Le gras n'est utilisé que pour surligner le titre de l'article dans l'introduction, une seule fois.
- L'italique est rarement utilisé : mots en langue étrangère, titres d'œuvres, noms de bateaux, etc.
- Les citations ne sont pas en italique mais en corps de texte normal. Elles sont entourées par des guillemets français : « et ».
- Les listes à puces sont à éviter, des paragraphes rédigés étant largement préférés. Les tableaux sont à réserver à la présentation de données structurées (résultats, etc.).
- Les appels de note de bas de page (petits chiffres en exposant, introduits par l'outil «  Source ») sont à placer entre la fin de phrase et le point final[comme ça].
- Les liens internes (vers d'autres articles de Wikipédia) sont à choisir avec parcimonie. Créez des liens vers des articles approfondissant le sujet. Les termes génériques sans rapport avec le sujet sont à éviter, ainsi que les répétitions de liens vers un même terme.
- Les liens externes sont à placer uniquement dans une section « Liens externes », à la fin de l'article. Ces liens sont à choisir avec parcimonie suivant les règles définies. Si un lien sert de source à l'article, son insertion dans le texte est à faire par les notes de bas de page.
- La présentation des références doit suivre les conventions bibliographiques. Il est recommandé d'utiliser les modèles {{Ouvrage}}, {{Chapitre}}, {{Article}}, {{Lien web}} et/ou {{Bibliographie}}. Le mode d'édition visuel peut mettre en forme automatiquement les références.
- Insérer une infobox (cadre d'informations à droite) n'est pas obligatoire pour parachever la mise en page.

Pour une aide détaillée, merci de consulter Aide:Wikification.
Si vous pensez que ces points ont été résolus, vous pouvez retirer ce bandeau et améliorer la mise en forme d'un autre article.
Dans la soirée du 4 mai 2023, un homme de 21 ans, armé d'un fusil d'assaut, a ouvert le feu depuis une voiture à Dubona et Šepšin, deux villages de la municipalité de Mladenovac, à Belgrade, la capitale de la Serbie, et Malo Orašje, à Smederevo tuant au moins huit personnes, dont un policier, et faisant quatorze blessés. L'agresseur a ensuite pris la fuite avant d'être arrêté le lendemain près de Kragujevac. La fusillade s'est produite le lendemain d'une fusillade dans une école primaire de Belgrade, la capitale de la Serbie.

## Contexte
La Serbie a des lois strictes sur les armes à feu mais aussi l'un des taux de possession d'armes à feu par habitant les plus élevés au monde,. En 2021, avec environ 39 armes à feu appartenant à des particuliers pour 100 habitants, la Serbie était le troisième pays au monde dans ce classement, derrière les États-Unis et le Yémen. Des centaines de milliers d'armes à feu circulent dans le pays. 765 000 armes, dont plus de 232 000 pistolets, sont légalement enregistrées en Serbie, un état d'environ 7 millions d'habitants.
Parallèlement à une culture de possession d'armes à feu et à de nombreux ménages conservant des trophées de guerre du XXe siècle, les armes illégales se sont répandues dans certains pays de la région après les guerres yougoslaves dans les années 1990,,. Les stands de tirs sont très populaires en Serbie.
La réglementation sur les armes à feu en Serbie impose une permis pour en posséder. Les armes doivent être entreposées dans des coffres-forts.
Les fusillades de masse sont rares en Serbie, comme dans la majeure partie de l'Europe du Sud-Est. Il y a eu trois fusillades de masse avant celle-ci : la tuerie de Jabukovac en 2007 au cours de laquelle neuf personnes ont été tuées et cinq blessées, la fusillade de Velika Ivanča en 2013, au cours de laquelle 14 personnes ont été tuées, et la fusillade de Žitište en 2016, au cours de laquelle cinq personnes ont été tuées et 22 blessés. La fusillade de l'école élémentaire Vladislav Ribnikar s'est produite la veille, ce qui a conduit le gouvernement serbe à proposer une réglementation plus stricte sur la possession d'armes à feu.

## Déroulement
Le suspect, Uroš Blažić, âgé de 21 ans, se trouvait avec certaines des victimes lorsqu'une dispute a éclaté dans la cour d'une école. Avant la fusillade, le suspect a volé un taxi et aurait dit au chauffeur de se rendre à Grošnica,. Il s'est emparé d'un fusil chez lui et a commencé à tirer à Dubona, après quoi il s'est rendu à Malo Orašje,. Après la première fusillade, la police a émis un mandat d'arrêt contre lui et l'a recherché à Mali Požarevac, où il a été vu pour la dernière fois,. A 18h08, une fusillade connexe a été signalée dans le village voisin de Šepšin,. Là, la police a repéré le suspect et il leur a tiré dessus,. Toutes les routes autour de Mladenovac vers Dubona et Šepšin ont été fermées après la fusillade,.
Le suspect a arrêté un taxi qui l'a ensuite emmené à Vinjište, près de Kragujevac, où il a finalement été arrêté,,. Le suspect était apparemment seul au moment de la fusillade. L'oncle et le grand-père du suspect ont également été arrêtés, là où le suspect se cachait après la fusillade. La police avait trouvé quatre bombes, un pistolet lance-fusées, une mitraillette, deux silencieux, un couteau de chasseur et diverses munitions dans la maison du grand-père du suspect,,.
Le tireur était admirateur de célèbres mafieux locaux et proche de la mouvance néonazie.

## Victimes
Au moins huit personnes ont été tuées, dont un policier de 22 ans, sa sœur de 19 ans, un homme de 21 ans et un homme de 25 ans, . Au moins deux des victimes sont décédées sur les lieux, tandis qu'au moins deux autres sont décédées plus tard à l'hôpital. Selon le ministère de l'Intérieur, quatorze autres personnes, dont des enfants, ont été blessées,,. Les blessés ont été envoyés au centre hospitalier universitaire Dr Dragiša Mišović, où un garçon, né en 2008, a trouvé la mort,. La ministre de la Santé, Danica Grujičić, a déclaré que tous les blessés sont dans une situation potentiellement mortelle.

## Réactions
Des forces de police spéciales sont arrivées dans les villages de Mladenovac et Dubona. Selon les médias serbes, des policiers ont installé des points de contrôle et arrêté des voitures alors qu'ils recherchaient le tireur. Des hélicoptères, des drones et de multiples patrouilles de police ont également été envoyés dans les environs de Dubona. Grujičić et le chef de l'Agence de renseignement de sécurité, Aleksandar Vulin, se sont rendus dans la région,. Un don de sang pour les blessés a été organisé par le ministère de la Santé,.
Le ministre de l'Intérieur Bratislav Gašić et le président serbe Aleksandar Vučić ont dénoncé la fusillade comme un acte terroriste,. Lors d'une conférence de presse le 5 mai, Vučić a annoncé de nouvelles mesures et a ajouté que le suspect "ne reverra plus la lumière du jour", qu'"il ne sortira pas de prison", et que toutes les personnes en possession d'armes subiront un audit. Les nouvelles mesures comprennent un moratoire sur les permis d'armes à feu, davantage de contrôles médicaux et psychologiques sur les propriétaires d'armes à feu et l'embauche de 1 200 policiers affectés à la surveillance des écoles. Il a également annoncé que les nouvelles mesures « désarmeront presque complètement la Serbie »,. Les mesures ont été adoptées par le gouvernement plus tard dans la journée.
Toutefois, selon le spécialiste des Balkans Alexis Troude, ce plan de désarmement pourrait ne rester qu'un effet d'annonce puisque le président serbe conserve lui-même des liens avec la mafia, notamment « pour assurer sa sécurité». « Le fait que ces groupes jouissent d'une grande tolérance justifie une certaine culture de la violence, l'idée que tout le monde peut être armé », complète le rédacteur en chef du Courrier des Balkans Jean-Arnault Dérens, selon qui « L'État ne s'est jamais vraiment attaqué au problème des armes. Les précédents plans de désarmements étaient bidons ».